# Esquirol volador de Vordermann
L'esquirol volador de Vordermann (Petinomys vordermanni) és una espècie de rosegador de la família dels esciúrids. Viu a Brunei, Indonèsia, Malàisia i Myanmar. Es tracta d'un animal nocturn i arborícola. El seu hàbitat natural són les selves de plana. Està amenaçat per la destrucció del seu entorn per la tala d'arbres i l'expansió de l'agricultura.
Aquest tàxon fou anomenat en honor del metge i científic neerlandès Adolphe Guillaume Vorderman.